# Aradophagus diazi
Aradophagus diazi är en stekelart som beskrevs av Mauricio Garcia och Lubomir Masner 1994. Aradophagus diazi ingår i släktet Aradophagus och familjen Scelionidae. Inga underarter finns listade.